# Voleibol nos Jogos Pan-Americanos de 1975
Os torneios de voleibol nos Jogos Pan-Americanos de 1975 foram realizados entre 13 e 25 de outubro de 1975 na Cidade do México, México. Foi a sexta edição do esporte no evento, que foi disputado para ambos os sexos.

## Países participantes
Um total de dez delegações enviaram equipes para as competições de voleibol. Cinco delas participaram de ambas as competições.
| - BAH Bahamas - BRA Brasil - CAN Canadá - CUB Cuba - ESA El Salvador | - MEX México - PER Peru - PUR Porto Rico - USA Estados Unidos - VEN Venezuela |

## Medalhistas
| Evento             | Ouro | Prata  | Bronze |
| ------------------ | ---- | ------ | ------ |
| Masculino detalhes | Cuba | Brasil | México |
| Feminino detalhes  | Cuba | Peru   | México |

## Quadro de medalhas
| Ordem | País       | Medalha de ouro | Medalha de prata | Medalha de bronze |   |
| ----- | ---------- | --------------- | ---------------- | ----------------- | - |
| 1     | CUB Cuba   | 2               |                  |                   | 2 |
| 2     | BRA Brasil |                 | 1                |                   | 1 |
|       | PER Peru   |                 | 1                |                   | 1 |
| 4     | MEX México |                 |                  | 2                 | 2 |
| TOTAL | TOTAL      | 2               | 2                | 2                 | 6 |